# Luddfränskivling
Luddfränskivling (Hebeloma hetieri) är en svampart som beskrevs av Boud. 1917. Enligt Catalogue of Life ingår Luddfränskivling i släktet fränskivlingar,  och familjen Strophariaceae, men enligt Dyntaxa är tillhörigheten istället släktet fränskivlingar,  och familjen buktryfflar. Arten är reproducerande i Sverige. Inga underarter finns listade i Catalogue of Life.